# PowerMac

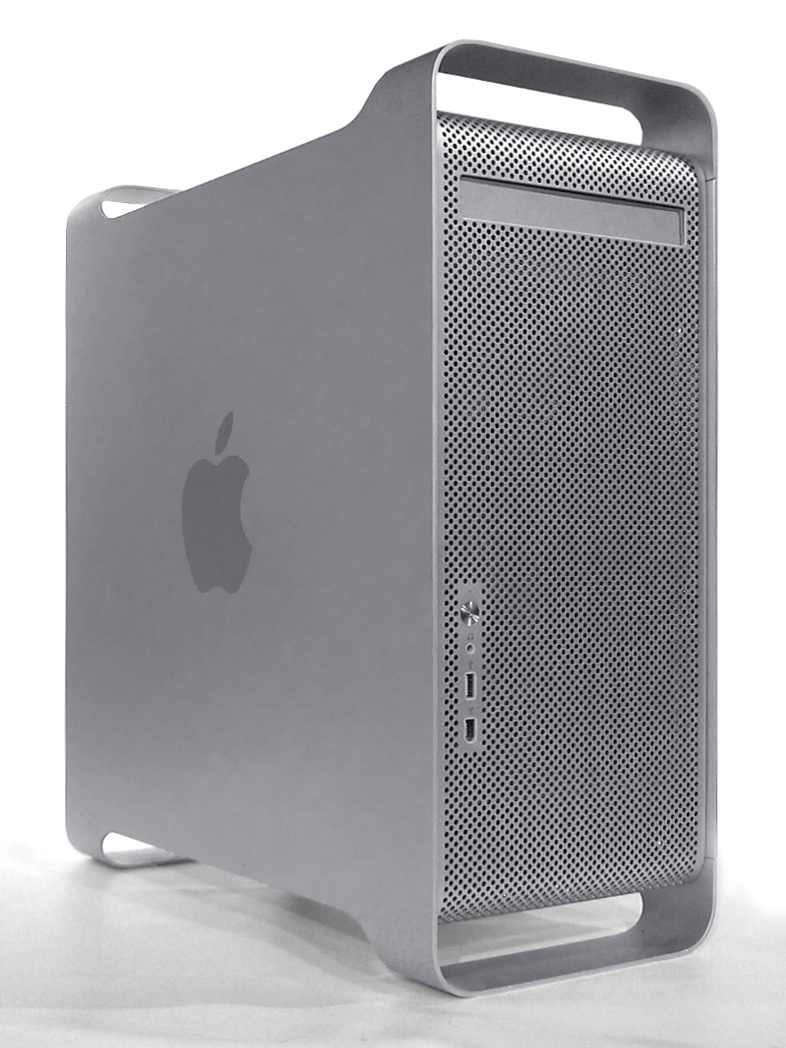
PowerMac G5 – poslední model řady PowerMac

PowerMac je produktová řada společnosti Apple (dříve Apple Computers) založená na procesorech s architekturou PowerPC. Procesory PowerPC byly společností Apple podporovány od roku 1994 do roku 2006, poté se přešlo na vyspělejší procesory Intel. Od roku 2020 probíhá přechod na vlastní procesory Apple Silicon, založené na ARMu.
Profesionální řada počítačů s procesory PowerPC se nazývala Power Macintosh, později byla zkrácena na Power Mac.
První modely s procesory PowerPC byly PowerMac 6100, PowerMac 7100 a PowerMac 8100, které nabízely procesory s taktem od 60 do 100 MHz. Řada PowerMac nahradila řadu Macintosh Quadra, která byla založena na procesorech 680x0. Posledními vrcholnými modely byly dvouprocesorové PowerMac G5 s frekvencemi 2,5-2,7GHz. Nástupcem série PowerMac je Mac Pro s procesory Intel.
Pokud označení modelu Macintoshe obsahuje číslo, čtyřmístné (např. 6100, 5260...) značí Mac s procesorem PowerPC, pokud je trojmístné (např. Performa 630, LC580...), jde o počítač s předchozím procesorem řady Motorola 680x0 (68020, 68030, 68040).

## Modely

### Staré

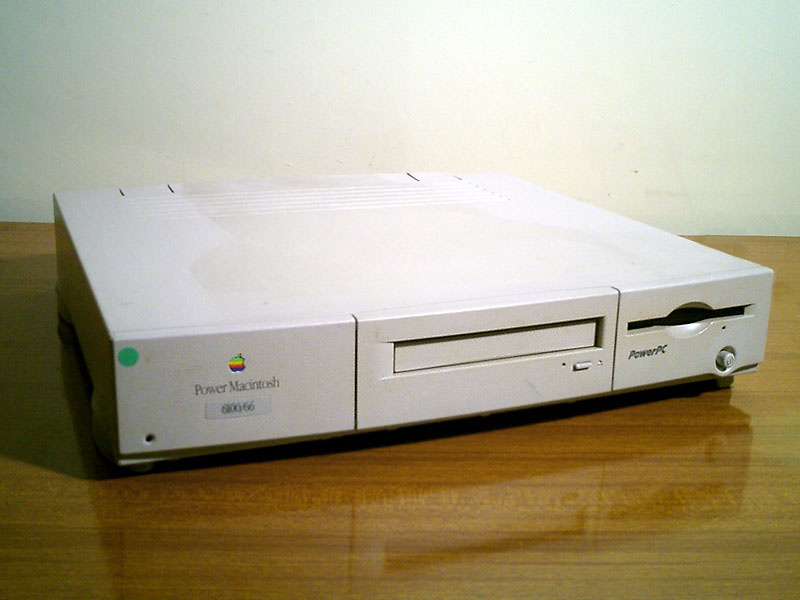
První Mac využívající PowerPC procesor.

- Power Macintosh 4400/160, 200 (PC)
- Power Macintosh 5200/75 LC
- Power Macintosh 5260/100, 120
- Power Macintosh 5300/100 LC
- Power Macintosh 5400/120, 180, 200
- Power Macintosh 5500/225, 250
- Power Macintosh 6100/60 (PC), 60AV, 66 (PC), 66AV
- Power Macintosh 6200/75
- Power Macintosh 6300/120
- Power Macintosh 6400/180, 200
- Power Macintosh 6500/225, 250, 275, 300
- Power Macintosh 7100/66, 66AV, 80, 80AV
- Power Macintosh 7200/75, 90, 120 (PC), 200 (PC)
- Power Macintosh 7300/166, 180 (PC), 200
- Power Macintosh 7500/100
- Power Macintosh 7600/120, 132, 200
- Power Macintosh 8100/80, 80AV, 100, 100AV, 110, 110AV
- Power Macintosh 8115/110
- Power Macintosh 8200/100, 120
- Power Macintosh 8500/120, 132, 150, 180
- Power Macintosh 8515/120
- Power Macintosh 8600/200, 250, 300
- Power Macintosh 9500/120, 132, 150, 180MP, 200
- Power Macintosh 9515/132
- Power Macintosh 9600/200, 200MP, 233, 300, 350
- Power Macintosh G3 (beige)/233, 266, 300, 333

### Nové
- Power Macintosh G3 (Blue & White)
- Power Mac G4
- Power Mac G4 Cube
- Power Mac G5